# The Comedians
 The Comedians és una pel·lícula estatunidenca dirigida per Peter Glenville estrenada el 1967.

## Argument
Sota la dictadura de Duvalier (Papa Doc), un ciutadà estatunidenc cínic i desenganyat, que ha anat a reunir-se amb la seva amant, agafa la causa dels rebels haitians.

## Repartiment
- Richard Burton: Brown
- Elizabeth Taylor: Martha Pineda
- Alec Guinness: Major H. O. Jones
- Peter Ustinov: Ambaixador Manual Pineda
- Paul Ford: Smith
- Lillian Gish: Sra. Smith
- Georg Stanford Brown: Henri Philipot
- Roscoe Lee Browne: Petit Pierre
- Gloria Foster: Sra. Philipot
- James Earl Jones: Dr. Magiot
- Zakes Mokae: Michel
- Douta Seck: Joseph
- Raymond St. Jacques: Capità Concasseur
- Cicely Tyson: Marie Therese

## Premis i nominacions

### Nominacions
- 1968. Globus d'Or a la millor actriu secundària per Lillian Gish